# Tony Hawk's Underground 2
Tony Hawk's Underground 2 é um jogo de videogame de skate, o sexto da série Tony Hawk's. Foi desenvolvido pela Neversoft e publicado pela Activision em 4 de outubro de 2004 nos EUA para as plataformas PlayStation 2, Xbox, GameCube, Microsoft Windows e Game Boy Advance . A versão para PlayStation Portable foi lançada em 15 de março do ano seguinte, renomeada para Tony Hawk's Underground 2: Remix, incluindo níveis e personagens extras.
Tony Hawk's Underground 2 recebeu críticas geralmente positivas, com elogios por sua jogabilidade, estética e modo clássico, mas críticas negativas por sua história e falta de inovação.

## Jogabilidade
A jogabilidade em Underground 2 é semelhante à dos jogos anteriores de Tony Hawk: o jogador está em um ambiente 3D modelado a partir de várias cidades e tenta completar vários objetivos. A maioria dos objetivos envolve andar por cima de objetos ou realizar combos. As pontuações são calculadas adicionando a soma do valor em pontos de cada truque reunido em um combo e, em seguida, multiplicando pelo número de truques no combo. Novos recursos de jogabilidade incluem a habilidade Focus, que o jogador pode ativar com um medidor especial completo para fazer com que o tempo diminua a fim de ajudar a manter seu combo (permitindo maior controle de seu equilíbrio de grind, por exemplo); o Natas Spin, que pode ser realizado em pequenas superfícies como pilares ou hidrantes; e o Freak Out, que serve como outro iniciador de combo, fazendo com que o jogador encha um medidor depois de certos acertos, o que resultará em que ele se desfaça com raiva de seu skate antes de continuar sua sessão. Além disso, a manobra Wallplant foi reaproveitada como Sticker Slap.
Muitos níveis retornam de jogos anteriores, incluindo o Armazém expandido (que também serve como área de treinamento do Modo História), Escola e Downhill Jam de Tony Hawk's Pro Skater. Canadá, Los Angeles e Aeroporto de Tony Hawk's Pro Skater 3, e Filadélfia de Tony Hawk's Pro Skater 2 .
Um modo clássico foi adicionado ao Underground 2, que permite aos jogadores andar de skate em níveis clássicos refeitos e o tradicional modo de limite de tempo de 10 objetivos e dois minutos que estava presente no Pro Skater, Pro Skater 2 e Pro Skater 3, completo com os pontos de estatística espalhados por todos os níveis. No modo clássico, o jogador escolhe entre um ou dois níveis para tentar completar objetivos suficientes para avançar. Todos os níveis "refeitos" são acessíveis apenas através do "Modo Clássico", embora, uma vez desbloqueados, seja possível jogá-los em qualquer modo, exceto História.

## Enredo
O protagonista está andando de skate em sua cidade natal, num bairro de Nova Jersey, quando uma van aparece no meio da rampa e o protagonista bate nela, nocauteando-o. Duas pessoas usando máscaras de hóquei sequestram o protagonista e o levam para um quarto escuro com os skatistas profissionais Bob Burnquist, Eric Koston, Rodney Mullen, Mike Vallely e Chad Muska, além de Eric Sparrow (rival do protagonista em Tony Hawk's Underground ). Os sequestradores são revelados, e eles são Tony Hawk e Bam Margera, que explicam seus planos para sua estreia na "World Destruction Tour", uma turnê mundial de skate sem publicidade, onde duas equipes (Team Hawk e Team Bam) competem por pontos, e a equipe perdedora tem que pagar todas as despesas. O jogador se junta ao Team Hawk enquanto Bam escolhe Paulie "Wheels of Fury" Ryan, um garoto com aparelho dentário, gesso corporal e dirige uma cadeira de rodas de alta potência.
Em Boston, a primeira etapa da turnê, o Team Bam consegue vencer no último minuto, graças a uma das acrobacias de Paulie. Como resultado, Bob Burnquist (um membro do Team Hawk) é eliminado, tendo uma bola de tênis atirada em seus genitais. Mais tarde, em Barcelona, o Team Hawk consegue assumir a liderança novamente, porém, a punição para o Team Bam é fazer com que o jogador troque de time (neste caso, Sparrow passa do time de Bam para o time de Tony e o jogador faz o contrário, muito para alívio de Bam e aborrecimento de Tony. Naquela época, porém, a notícia se espalhou sobre a World Destruction Tour, que deveria ser um evento discreto, mas agora está aparecendo no noticiário da TV por causa de um vídeo de Bam e Koston deixando um touro atacar o pai de Bam e a equipe Bam.
Em Berlim, o jogador e Sparrow são trocados de volta. Nesse momento, um filme underground "escritor, produtor, diretor" em nome de Nigel Beaverhausen, deseja trazer a turnê a público, mas acaba sendo humilhado por Tony e Bam. Depois de causar o caos em Bangkok (os skatistas estavam a caminho da Austrália, embora Muska tenha sugerido parar na Tailândia ), o Tour chega à Austrália. No final, o jogador eliminado será despido até a cueca e atingido por ratoeiras lançadas nele, mas devido a Mullen detectar um erro matemático nos pontos do time Hawk, o jogador tem que competir com Sparrow - o perdedor será eliminado da turnê.
O grupo pondera o que fazer quando um garoto skatista chega e mostra a eles um vídeo da turnê, criado por Beaverhausen. Tony decide que quem humilhar Beaverhausen ficará na turnê. Sparrow consegue roubar suas roupas, mas o jogador, com as roupas de Nigel, sai causando um tumulto nos cidadãos australianos para que Beaverhausen seja culpado por isso. Eric é eliminado como resultado, e a turnê vai para Nova Orleans .
No final da etapa de Nova Orleans, Nigel revela que filmou toda a turnê, mesmo antes de conhecer Tony e Bam em Berlim. Nigel propõe que se ele puder filmar todo o passeio, ele pagará por todos os danos do passeio. Depois que Phil mostra a Tony e Bam a longa conta de danos, eles aceitam. O Team Hawk realiza um golpe que desafia a morte chamado "Equalizer" para se unir ao Team Bam e é bem sucedido, mas os membros do time Vallely, Muska e Mullen são presos pelos policiais por roubar o helicóptero usado para o golpe, deixando o jogador e Hawk para a etapa final do Tour: Skatopia, definido por Tony como "a Meca do skate".
Team Hawk, embora reduzido a dois membros, tem um desempenho bom o suficiente para vencer, Bam decide explodir Skatopia, confiante em sua vitória. A fim de salvar as pessoas do dano iminente, Tony evacua os skatistas. Bam desafia o jogador, que ainda está preso no back-end de Skatopia, a sair de todo o parque em chamas em um combo, o que ele considera impossível. O jogador aceita o desafio e dá ao Team Hawk a vitória para o World Destruction Tour. Nigel quer que Bam lhe dê a fita da turnê, que mostra Phil no banheiro, gritando para sua esposa April por mais papel higiênico. A turnê termina com Bam e Tony humilhando Beaverhausen mais uma vez, enquanto Bam abaixa as calças na TV internacional. Durante os créditos, é revelado que Tony e Bam foram oficialmente proibidos de retornar a Boston, Barcelona, Berlim, Austrália, Nova Orleans e até Tailândia. Ao ouvir a notícia, eles responderam: "Ei, boa chamada".

## Desenvolvimento
Uma sequência de Underground foi anunciada em 29 de janeiro de 2004. Durante o desenvolvimento, a desenvolvedora Neversoft enviou seus membros para locais apresentados no jogo para se familiarizarem mais com as áreas.

## THUG Pro
THUG Pro (Tony Hawk's Underground: Pro) é um mod feito pela comunidade do Underground 2. O conceito do mod é usar a mecânica de jogo do Underground 2 em todos os níveis de todos os jogos da Neversoft da série Tony Hawk, um jogador e multijogador online, o mod está em estado beta, em desenvolvimento atual, e tem sido continuamente atualizado desde sua versão beta inicial em 2013.

## Ligações Externas
- Tony Hawk's Underground 2 (Game Boy Advance) no MobyGames
- Tony Hawk's Underground 2 no MobyGames
- Tony Hawk's Underground 2. no IMDb.